# Conters im Prättigau
Conters im Prättigau är en ort och kommun i regionen Prättigau/Davos i kantonen Graubünden, Schweiz. Kommunen har 228 invånare (2023). Den ligger i övre delen av dallandskapet Prättigau. 